# Грецов (Греців) Сергій Сергійович
Сергій Сергійович Грецов (Греців) (21 серпня 1881 - †?) - старшина Дієвої армії УНР.
Народився у м. Ізюм Харківської губернії. Закінчив 3-тю Харківську гімназію, Єлисаветградське кавалерійське училище (1906), вийшов до 8-го гусарського Лубенського полісу (Кишинів). Закінчив Миколаївську військову академію за 1-м розрядом (1914). Учасник Першої світової війни. У 1917 р. — начальник штабу 15-ї кавалерійської дивізії. Останнє звання у російській армії — підполковник.
У 1918 р. перебував у складі Армії Української Держави на посаді начальника штабу 4-ї кінної дивізії. З 5 січня 1919 р — у розпорядженні штабу Південно-Західного району Дієвої армії УНР. З 11 січня 1919 р. — начальник штабу Південно-Західного району Дієвої армії УНР. 
З 17 січня 1919 р. — начальник штабу 7-ї пішої кадрової дивізії Дієвої армії УНР. З 6 березня 1919 р. — працівник оперативного відділу штабу Дієвої армії УНР. Станом на 24 вересня 1919 р. — начальник розвідчого відділу штабу Головного Отамана.
Восени 1919 р. перейшов до Збройних Сил Півдня Росії. Подальша доля невідома.